# شرطة السكك الحديدية (ألمانيا النازية)
Bahnpolizei هو مصطلح يستخدم في ألمانيا والنمسا والأجزاء الناطقة بالألمانية من سويسرا للإشارة لشرطة السكك الحديدية.

## ألمانيا
كان Bahnpolizei اسم شرطة السكك الحديدية السابقة في ألمانيا الغربية، وكان خاضعًا لسلطة شركة السكك الحديدية الفيدرالية الألمانية Deutsche Bundesbahn. قام ضباط Bahnpolizei بالتحقيق في التعدي على ممتلكات السكك الحديدية والاعتداء على الركاب والتهديدات الإرهابية التي تستهدف السكك الحديدية والحرق العمد للمتلكات والكتابة على جدران السكك الحديدية أو المباني الخاصة بها وتخريب الإشارات والتقاط النكات وتزوير التذاكر وللسرقة وسرقة الممتلكات الشخصية و الأمتعة أو الشحن. كما قاموا بالتحقيق في تصادم القطارات / المركبات وإطلاق المواد الخطرة.
في عام 1992 تم نقل مهمة أمن السكك الحديدية إلى Bundesgrenzschutz مما أدى إلى اندماج Bahnpolizei في قوة حرس الحدود الفيدرالية. وقد اتخذت BGS بالفعل هذه الواجبات في عام 1990 لإقليم ألمانيا الشرقية السابقة، لتحل محل Transportpolizei الألمانية الشرقية السابقة. تم تغيير اسم Bundesgrenzschutz إلى Bundespolizei ( الشرطة الفيدرالية ) في 1 يوليو 2005، وهذه القوة مسؤولة حاليًا عن فحوصات الأمن والركاب على نظام السكك الحديدية الألمانية.

## روابط خارجية
- Bundespolizei الصفحة الرئيسية (باللغة الألمانية)
- كتيب معلومات عن البوندسبوليزي (بالألمانية والإنجليزية)
- شرطة السكك الحديدية السويسرية الصفحة الرئيسية باللغة الإنجليزية